# Конкурс молодых музыкантов «Евровидение-2006»
Евровидение для молодых музыкантов 2006 (англ. Eurovision Young Musicians 2006) — 13-й конкурс молодых музыкантов «Евровидение», который прошёл в Австрии в 2006 году. Полуфинал прошёл 7-8 мая 2006 года. Финал конкурса состоялся 12 мая 2006 года на специально сооруженной сцене на Ратхаусплац в австрийской столице — Вене. Победу на конкурсе одержал участник из Швеции Андреас Брантелид, а Норвегия и Россия заняли второе и третье место соответственно.
Организатором конкурса выступила австрийская национальная телекомпания ORF. В конкурсе приняли участие молодые музыканты в возрасте до 20 лет из 18 стран. От участия в конкурсе в этом году отказались Германия, Дания, Италия, Латвия и Эстония (помимо ещё 9 стран, имеющих право на участие, но переставших участвовать ранее). На конкурс вернулась Чехия, также состоялся дебют Болгарии и Сербии и Черногории.

## Место проведения

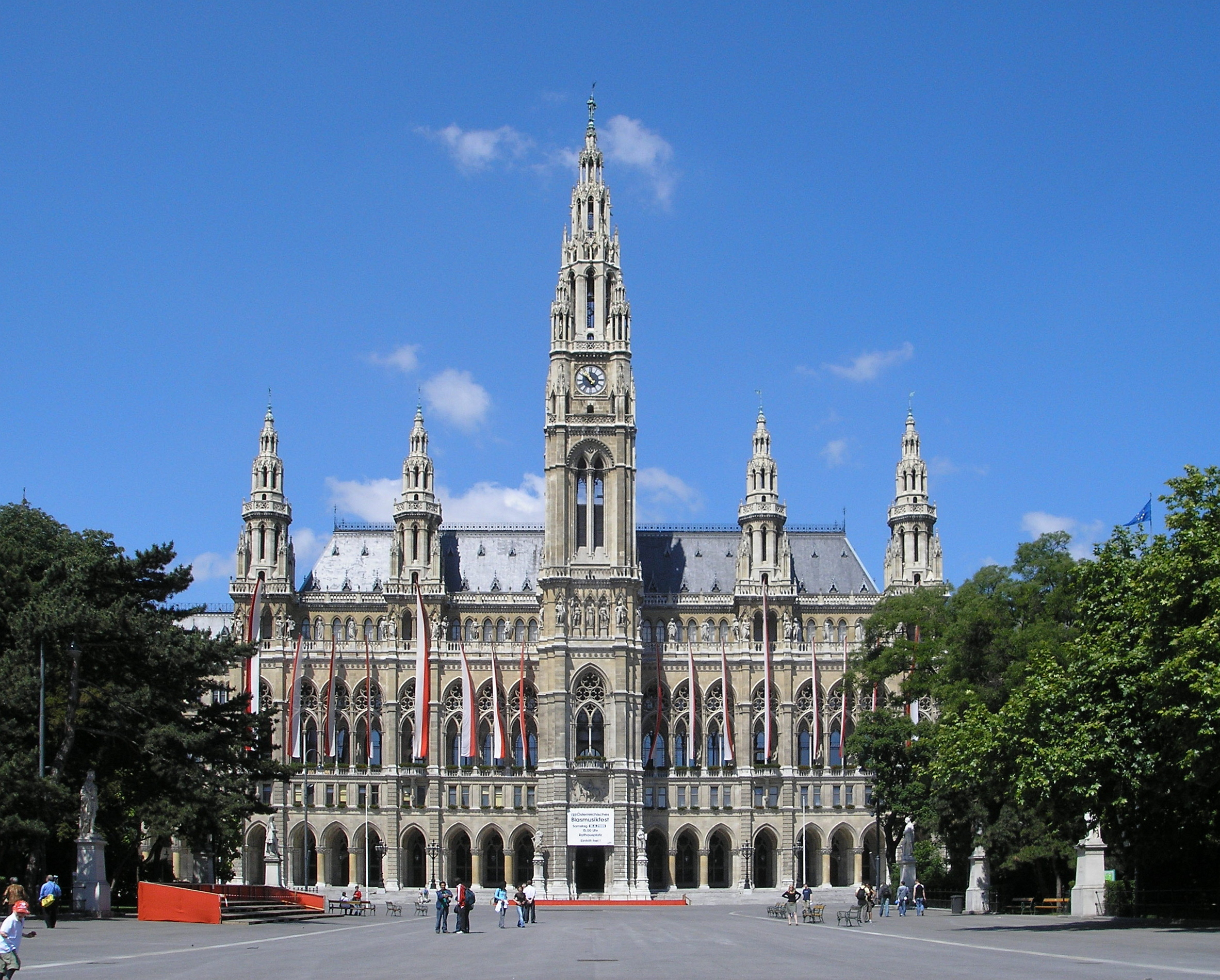
Ратхаусплац — место проведения финала «Евровидения для молодых музыкантов 2006»

Страной-хозяйкой тринадцатого конкурса классической музыки «Евровидение для молодых музыкантов» в третий раз за историю конкурса стала Австрия. Финал конкурса прошёл на специально сооруженной временной сцене на Ратхаусплац в Вене. Это впервые, когда конкурс проводился на сцене под открытым небом. Полуфинал проводился в Концертхаузе. 
К слову, Австрия уже проводила конкурс в 1990 и 1998 годах. В 1990 году он состоялся на сцене концертного зала «Musikverein» в Вене, а в 1998 году соревнование снова состоялось в Вене, но уже на сцене «Венского Концертхауса».

## Формат
К участию в конкурсе допускаются молодые музыканты в возрасте от 10 до 19 лет включительно, с учётом того, что в день проведения финала им не исполнится 20 лет. Причем участниками могут стать только соло-исполнители, не задействованные на профессиональной основе (то есть не получающие прибыли от выступлений). Музыкальный инструмент и программу участник выбирает по своему усмотрению. Любопытно, что с этого года были отменены ограничения в возрасте младшего участника. Это было сделано в честь 250-летия со дня рождения Вольфганга Амадея Моцарта, который, как известно, начал заниматься музыкой в возрасте 3 лет.
Каждый из 15 участников в полуфинале исполняет 15-минутную программу. Оценивает выступления конкурсантов профессиональное жюри, каждый член которого обязан присудить баллы от 1 до 10 каждому исполнителю. По результатам голосования жюри в финал выходит 7 стран-участниц. В финале конкурса участник исполняет программу длинною 7 минут 30 секунд. После всех выступлений участников жюри объявляет тройку победителей.

### Ведущие и оркестр
Ведущим полуфиналов и финала стал австрийский актёр и сценарист Михаэль Островский, более известный под псевдонимном Шаллберт «Силлити» Жиле. Участникам аккомпанировал Венский симфонический оркестр под управлением Кристиана Арминга, известный по своей совместной работе с Сейджи Озава.

### Связанные события
Конкурс стал одним из центральных мероприятий «Года Моцарта». Финал конкурса одновременно стал и открытием одного из наиболее престижных музыкальных фестивалей Европы — «Wiener Festwochen» (Венской фестивальной недели).

### Жюри
В состав профессионального жюри вошло 8 человек:
- / Ранко Маркович (Председатель)
- / Хироко Сакагами
- Мартин Фрост
- Карол Дон-Рейнхарт
- Ханс Сихровский
- Эрик Ньерд Ларсен
- Лидия Байх (Участница конкурса классической музыки «Евровидение для молодых музыкантов 1996» и его победительница в 1998 году)
- Кертис Прайс

## Участники

### Полуфинал
| №  | Страна              | Участник                  | Инструмент | Результат |
| -- | ------------------- | ------------------------- | ---------- | --------- |
| 1  | Кипр                | Гиоргис Манноурис         | Фортепиано | —         |
| 2  | Бельгия             | Илья Лапорев              | Виолончель | —         |
| 3  | Сербия и Черногория | Мария Годжрвач            | Фортепиано | —         |
| 4  | Норвегия            | Тине Тинг Хельсет         | Труба      | Финалист  |
| 5  | Болгария            | Иван Герасимов Светазаров | Фагот      | —         |
| 6  | Швейцария           | Симон Собелхагер          | Гобой      | Финалист  |
| 7  | Греция              | Иониан-Илья Кадес         | Скрипка    | —         |
| 8  | Хорватия            | Зита Варга                | Виолончель | —         |
| 9  | Румыния             | Алина Елена Берчу         | Фортепиано | Финалист  |
| 10 | Великобритания      | Джениффер Пайк            | Скрипка    | Финалист  |
| 11 | Чехия               | Маркета Яновшка           | Скрипка    | —         |
| 12 | Нидерланды          | Кейт Себринг              | Фортепиано | —         |
| 13 | Австрия             | Даниэла Коха              | Флейта     | Финалист  |
| 14 | Россия              | Дмитрий Майборода         | Фортепиано | Финалист  |
| 15 | Швеция              | Андреас Брантелид         | Виолончель | Финалист  |
| 16 | Словения            | Лука Сулич                | Виолончель | —         |
| 17 | Польша              | Яцек Кортус               | Фортепиано | —         |
| 18 | Финляндия           | Виса Сиппола              | Фортепиано | —         |

### Финал
Музыкальная программа была ограничена произведениями Моцарта или его современников, в связи с празднованием 250-летия со дня рождения Вольфганга Амадея Моцарта.
| № | Страна         | Участник          | Инструмент | Произведение (Композитор)                                                         | Результат    |
| - | -------------- | ----------------- | ---------- | --------------------------------------------------------------------------------- | ------------ |
| 1 | Румыния        | Алина Елена Берчу | Фортепиано | Concerto for Piano and Orchestra, KV 503, 1st movement (Вольфганг Амадей Моцарт)  | —            |
| 2 | Швейцария      | Симон Собелхагер  | Гобой      | Concerto for Oboe and Orchestra, KV 314, 1st movement (Вольфганг Амадей Моцарт)   | —            |
| 3 | Великобритания | Джениффер Пайк    | Скрипка    | Concerto for Violin and Orchestra, KV 216, 2nd movement (Вольфганг Амадей Моцарт) | —            |
| 4 | Норвегия       | Тине Тинг Хельсет | Труба      | Concerto for Trumpet and Orchestra, 1st movement (Йозеф Гайдн)                    | Второе место |
| 5 | Швеция         | Андреас Брантелид | Виолончель | Concerto for Violoncello and Orchestra, 1st movement (Йозеф Гайдн)                | Победитель   |
| 6 | Австрия        | Даниэла Коха      | Флейта     | Concerto for Flute and Orchestra, KV 314, 1st movement (Вольфганг Амадей Моцарт)  | —            |
| 7 | Россия         | Дмитрий Майборода | Фортепиано | Concerto for Piano and Orchestra, KV 467 3rd movement (Вольфганг Амадей Моцарт)   | Третье место |